# Florencia Herráez
Florencia Herráez Lozano (Lagartera, 10 de mayo de 1921-Madrid, 10 de mayo de 2000) fue una escritora, taquígrafa y maestra del Estado española, que publicó diversos libros sobre moda, con énfasis en visibilizar la labor y moda de las lagarteras, religión y género.

## Contexto
En el siglo XVI existía ya en Lagartera una escuela de bordadoras con un taller de prestigio. Juana de Toledo, Condesa de Orgaz, acudió a él para que realizaran los corporales y sabanillas de altar para adornar su capilla. Esta escuela está relacionada con la escuela de labranderas de Isabel La Católica de Sevilla por la utilización de motivos moriscos en sus bordados.
La industria del bordado lagarterano surgió a partir de la Desamortización de Mendizábal, cuando el Ayuntamiento de Lagartera en 1853 debió de vender parte de sus propiedades comunitarias, debido a la extrema pobreza en que estaba. Los bordados, ajuares y trajes fueron vendidos tanto a compradores privados como a instituciones y coleccionistas. Su difusión también se vio impulsada, ya en el siglo XX, por el mural de Joaquín Sorolla Regiones de España, encargado por la Sociedad Hispánica de América de Nueva York en el que aparecían retratados gentes de Lagartera con sus trajes tradicionales.
Herráez Lozano nació en la provincia de Toledo en 1921, en una familia dedicada a las labores de lagartera, también conocidas como labores labranderas. Estos son procesos textiles sobre distintas telas y lienzos, en los que se modifica la trama y urdimbre del tejido para enriquecerlos. Ha sido declarado patrimonio cultural inmaterial de la humanidad de Castilla-La Mancha.

## Trayectoria
Además de trabajar en labores de lagarteras, se tituló de Taquigrafía y Mecanografía. En 1948 ingresó en la Compañía de las Hijas de la Caridad y fue destinada a las Escuelas Católicas de Madrid para una clase de párvulos. Estudió el Magisterio y obtuvo una plaza, por oposiciones, en La Pueblanueva. Como Maestra del Estado se involucró en la creación de centros culturales, como el colegio Jacinto Guerrero de Lagartera y la residencia Tomás Costa de los Navalmorales, además de trabajar como maestra en Los Navalucillos. A lo largo de su carrera publicó artículos en la revista Ecos, publicación de las Hijas de la Caridad de la provincia de Madrid San Vicente. También publicó una tesina pedagógica y una obra de teatro sobre la animadora sociocultural Luisa de Marillac.
Años más tarde fue trasladada por el Ministerio de Educación al internado femenino del Hogar Nuestra Señora de Lourdes de la Institución Auxilio Social de Torrelodones, donde permaneció 10 años como maestra nacional. Fue jubilada en 1988 e interpuso un recurso contensioso-administrativo por jubilación forzosa, publicado en el BOE el 22 de agosto de 1988.
Tras su jubilación, publicó tres libros. El primero, Como un bordado, más autobiográfico y enfocado a la orden religiosa. El segundo, Ideal de mujer, más enfocado al género. Su último libro, Orden y modo del vestir el traje de lagartera, fue impreso después de su fallecimiento y el último dedicado a dar a conocer las tradiciones de las lagarteras.

## Obra
- 1991 - Como un bordado: Memorias de una Fundación. Gráficas Don Bosco.
- 1995 - Ideal de mujer. F. Herráez.[9]
- 2000 - Orden y modo de vestir el traje de lagartera. Diputación de Toledo, 84-87100-68-6.[10]